# Israel Kolmodin
Israel Kolmodin (24. december 1643 i Enköping—19. april 1709 i Visby) var en svensk salmeforfatter, farbror til Olof Kolmodin den ældre.
Kolmodin var medlem af Karl XI's bibelkommission. Af hans salmer optoges mange i salmebogen 1695 og ligeledes i 1819 og 1937. Den mest kendte, der tilskrives ham, er Nu blomstertiden kommer, der også findes i Den Danske Salmebog.